# Freixeda
Freixeda is een plaats (freguesia) in de Portugese gemeente Mirandela en telt 115 inwoners (2001).